# Proopiomelanokortyna
Proopiomelanokortyna (POMC) – polipeptyd prekursorowy, który ulega obróbce potranslacyjnej specyficznie dla określonej tkanki, dając w efekcie aktywne biologicznie hormony peptydowe.
Produkty POMC odgrywają rolę w tak różnorodnych zjawiskach jak otyłość, depresja, pigmentacja skóry, rozwój nadnerczy oraz w regulacji osi podwzgórze-przysadka-nadnercza.

## Występowanie
Zidentyfikowano go u większości grup kręgowców. mRNA genu POMC znaleziono w przednim jak i środkowym płacie przysadki, w różnych częściach mózgu takich jak podwzgórze (głównie jądro łukowate (ARC – arcuate nucleus)), ciało migdałowate, kora oraz w jądrach i najądrzach, jajnikach, łożysku i wielu komórkach nowotworowych.

## POMC a pobieranie pokarmu
Neurony POMC zaangażowane są w redukcję masy ciała i pobierania pokarmu, głównie poprzez wydzielanie produktu – alfa-melanokortyny, wiążącego się z receptorem melanokortyny 3 (MC3-R) i receptorem melanokortyny 4 (MC4-R). Oba te receptory znajdują się w m.in. podwzgórzu. Myszy z nokautem receptora MC4 są otyłe. Generalnie mutacje tego receptora wywołują otyłość również u ludzi. Neurony POMC w jądrze łukowatym równolegle wydzielają peptyd CART (cocaine and amphetamine related transcript), będący dość silnym inhibitorem pobierania pokarmu. Podwzgórzowe neurony POMC i AGRP odpowiadają na sygnały o utracie i wzroście statusu energetycznego organizmu. Pozbawienie lub ograniczenie pokarmu, które daje w efekcie negatywny wpływ na równowagę energetyczną, stymuluje apetyt w celu odzyskania strat poprzez zmniejszenie poziomu ekspresji POMC oraz zwiększenie mRNA AGRP w jądrze łukowatym.
Odpowiedź na przejadanie się u zdrowych organizmów polega na zwiększeniu ekspresji POMC w podwzgórzu.

## Skład
U ssaków do peptydów POMC należy:
- adrenokortykotropina (ACTH),
- melanotropiny (α, β, γ),
- CLIP (peptyd kortykotropinopodobny pośredniego płata przysadki),
- lipotropina (β i γ-LPH),
- beta-endorfina (βEND)[14],
- sekwencje N-końcowe o działaniu mitogennym[15].

## Organizacja genu
Gen POMC zlokalizowano w chromosomie 2 człowieka, na ramieniu krótkim tego chromosomu, w regionie 2, jako prążek 3 i subprążek 3 (2p23.3). Organizację genu i regionu regulatorowego 5’ zidentyfikowano w 1982 roku, a pełną sekwencję w 1983 roku (w tym samym roku po raz pierwszy sklonowano ten gen). Gen zawiera 3 egzony rozdzielone dwoma dużymi intronami i liczy 7665 pz.
- Egzon 1 zawiera 83 lub 87 pz[21], nie ulega translacji i stanowi sekwencję, której zadaniem jest przyłączenie się do rybosomów, co ową translację zapoczątkowuje.
- Egzon 2 zawiera 152 pz i odpowiada sekwencji inicjującej w części 5’ mRNA nie ulegającego translacji. Ponadto koduje N-końcową 26-aminokwasową (inne źródła podają 43 lub 44 reszt)[22] sekwencję sygnałową niezbędną do transportu przez szorstką siateczkę endoplazmatyczną oraz część aminokwasów stanowiących region N-końcowy (NT – N-terminal).
- Egzon 3 zawiera 833 pz i koduje większość mRNA ulegającego translacji, czyli hormony, endorfiny, dalszy ciąg N-końcowego regionu (N-terminal), peptyd łączący (JP – joining peptide) – oraz region 3’ nie ulegający translacji.

U bezszczękowców, jednych z najstarszych kręgowców, peptydy POMC kodowane są przez dwa odrębne geny:
- POM – proopiomelanotropinę
- POC – proopiokortynę[23]

POM koduje peptydy odpowiadające αMSH, βMSH i βEND, natomiast POC – ACTH i inną βEND.

## Indukcja ekspresji POMC
Kortykoliberyna (CRH, corticotropin releasing hormone), jest pierwszym aktywatorem transkrypcji POMC. Produkowana jest głównie przez jądro przykomorowe PVN (paraventricularic nucleus) podwzgórza i wydzielana z zakończeń neuronów tego jądra do przedniego płata przysadki, gdzie stymuluje neurony kortykotropowe. CRH w stężeniach powyżej 1 nM skutecznie zwiększa aktywność promotora 5’ POMC. Znaczne zwiększenie poziomu mRNA genu zaobserwowano około 1 godziny po podaniu CRH, a maksymalny efekt po 3-5 godzinach. W płacie przednim przysadki ekspresja genu POMC jest stymulowana również przez wazopresynę, a hamowana głównie przez glikokortykoidy.

## Powstawanie produktów POMC
Ponieważ peptydy produkowane w komórkach kortykotropowych są wycinane z tego samego prekursora, wydzielane są w ekwimolarnych ilościach podczas egzocytozy. Poziom ich we krwi nie jest jednakowy, z powodu różnych czasów półtrwania.
N-terminal, ACTH, βLPH i częściowo γ-MSH (częściowo, ponieważ pierwotnie jest ona fragmentem peptydu N-końcowego POMC) są pierwszymi funkcjonalnymi hormonami proopiomelanokortyny powstałymi po bezpośrednim jej cięciu.
- Z N-terminal powstaje g-MSH,
- ACTH jest prekursorem dla kolejnych hormonów: αMSH (13 aminokwasowy odcinek ACTH licząc od końca aminowego) oraz CLIP (peptyd kortykotropinopodobny pośredniego płata przysadki lub inaczej ACTH 18-39),
- beta-lipotropina jest z kolei prekursorem dla β-endorfiny, będącej 31-aminokwasowym C-końcowym odcinkiem tego podprekursora oraz βMSH.[30]
- βEND zaś pod wpływem specyficznych enzymów jest cięta do krótszych form o mniejszej aktywności opioidowej oraz przekształcana do form α-N-acetylowanych pozbawionych właściwości opioidowych

Fragmenty β-endorfiny: γ-endorfinę (βEND 1-17) oraz α-endorfinę (βEND 1-16) zidentyfikowano początkowo jako peptydy opioidowe, w ekstrakcie pochodzenia przysadkowo-podwzgórzowego.

### Enzymy endoproteolityczne
Prekursor POMC w różnych miejscach przysadki jest wykorzystywany inaczej; głównymi produktami przedniej części przysadki są ACTH oraz β-LPH, natomiast w części środkowej przysadki produkowane są w większości melanotropiny oraz β-endorfina. POMC, zanim stanie się aktywnym białkiem, musi przejść szereg cięć proteolitycznych i modyfikacji. W procesach tych uczestniczą endoproteazy:
- PC1 (znana również jako PC3),
- PC2 (subtilizynopodobne proteazy należące do rodziny proteaz serynowych – konwertaz prohormonów PC (prohormone convertase)),
- proteaza cysteinowa PTP (prohormone thiol protease) (w niewielkim stopniu),
- proteaza asparaginianowa (znana także jako enzym konwertujący proopiomelanokortynę – PCE (oroopiomelanocortin converting enzyme) odkryty w pęcherzykach wydzielniczych)[35],
- konwertaza PACE4 (paired basic amino-acid-cleaving enzyme-4).

POMC po dotarciu do szorstkiego ER przechodzi szlakiem wydzielniczym przez aparat Golgiego i ostatecznie dociera do pęcherzyków wydzielniczych, gdzie gromadzą się produkty końcowe obróbki potranslacyjnej przed ich wydzieleniem na drodze egzocytozy. Zarówno podczas tej drogi, jak i w pęcherzykach, POMC podlega endoproteolitycznym cięciom i modyfikacjom chemicznym.

### Aktywność enzymów proteolitycznych w różnych tkankach
POMC zawiera osiem par i jeden zestaw czterech zasadowych aminokwasów, które są potencjalnymi miejscami cięcia enzymów.
- W komórkach kortykotropowych przedniego płata przysadki obecny jest tylko enzym PC1, tylko cztery z tych miejsc są używane, a pośród nich wszystkie są typu Lys-Arg. W tym przypadku powstaje 6 peptydów: NT, JP (Joining peptide), ACTH (główny produkt), βLPH oraz niewielka ilość g-LPH i βEND, podczas gdy ostatnie miejsce cięcia jest tylko częściowo używane.
- W komórkach melanotropowych płata pośredniego przysadki gryzoni i w łożysku ludzkim używane są wszystkie miejsca cięć, obecne są obie konwertazy PC1 i PC2[37][38], powstają więc także mniejsze peptydy:
  - z peptudu N-końcowego powstaje gamma-melanotropina,
  - z ACTH – alfa-melanotropina i CLIP (lub ACTH 18-39),
  - z beta-lipotropiny – beta-melanotropina,
  - z beta-endorfiny 1-31 – beta-endorfina 1-27[39][40]
- W warunkach in vitro konwertaza PACE4, występująca w podwzgórzu, tnie POMC. Wtedy prekursor o masie 32 kDa cięty jest przez PC1 do proACTH (22kDa) i βLPH. ProACTH następnie cięte jest również przez PC1 na N-POC, peptyd łączący (joining peptide-JP) i ACTH (4-5kDa)[41].

Aktywność samej PC1 oraz w połączeniu z ubikwistycznią konwertazą prohormonów – furyną, odpowiada za powstawanie ACTH, βEND i βMSH w skórze.
Wśród enzymów biorących udział w procesie potranslacyjnen obróbki znajduje się również:
- karboksypeptydaza E (CPE),
- peptydylowa monooksygenaza α-amidująca (PAM),
- N-acetylotransferaza,

Katalizują one utworzenie dojrzałej αMSH z ACTH 1-17. W tym przekształceniu aminokwasy zasadowe na końcu węglowym ulegają odcięciu z ACTH 1-17 przy pomocy CPE. Następnie peptyd jest amidowany przez PAM dając deacetylowaną αMSH (DA-α-MSH), która później przekształcana jest do αMSH przez N-acetylotransferazę.
CPE prawdopodobnie odgrywa rolę w kierowaniu prohormonów do pęcherzyków wydzielniczych. PAM natomiast jest dwufunkcyjną cząsteczka transbłonową wchodzącą w interakcję z elementami cytoszkieletu aktynowego, wpływa na proces kierowania pęcherzyków wydzielniczych na powierzchnię komórki.

## Odbiór sygnału produktów POMC

### MSH, ACTH
Istnieje pięć rodzajów receptorów melanokortyn: MC1, MC2, MC3, MC4, MC5. Są one związane z białkiem G(s) i cyklazą adenylanową.
Transdukcja sygnału melanokortyn wiąże się między innymi z wpływem wapnia z zewnątrz komórki, aktywowanym trifosforanem inozytolu oraz aktywacją MAP-kinazy kinazy Janus i szlaków PKC.
- Receptor melanokortyny 1 (MC1-R) jest klasycznym receptorem dla alfa-melanokortyny. Jego ekspresja zachodzi w skórnych melanocytach, gdzie determinuje kolor skóry i włosów. Również w innych typach komórek skóry, takich jak keratynocyty, fibroblasty, komórki endotelium, komórki prezentujące antygeny, zachodzi ekspresja tego receptora[48].

- Receptor ten występuje też w leukocytach, gdzie pośredniczy w działaniu przeciwzapalnym melanokortyn.

- Receptor melanokortyny 2 (MC2-R) jest receptorem głównie dla ACTH. Ulega ekspresji w warstwie siateczkowatej i pasmowatej kory nadnerczy, gdzie jego aktywacja przez ACTH powoduje wydzielanie sterydów. Receptor ten nie ma żadnego powinowactwa do innych melanokortyn tj. alfa, beta lub gamma-MSH. MC2-R występuje również w tkance tłuszczowej, gdzie u szczura pod wpływem ACTH wywołuje efekt lipolityczny, u człowieka jednak takiego efektu nie wykazano.

- Receptor melanokortyny 3 (MC3-R) ulega ekspresji w wielu obszarach CUN oraz kilku tkankach obwodowych, na przykład osi żołądkowo-jelitowej oraz w łożysku. Wszystkie melanokortyny działają na ten receptor jednakowo, jednak największe powinowactwo ma gamma-melanokortyna. MC3-R bierze udział w kontroli homeostazy energetycznej.

- Receptor melanokortyny 4 (MC4-R) jest jednym z najbardziej rozpowszechnionych w CUN receptorów melanokortynowych. Razem z MC3-R kontrolują homeostazę energetyczną. Poza tym MC4-R związany jest z funkcjami płciowymi.

- Receptor melanokortyny 5 (MC5R) ulega ekspresji w wielu tkankach peryferycznych, m.in. w nadnerczach, adipocytach i leukocytach[49].

W CUN jest bardzo słabo rozpowszechniony, jedyna funkcja stwierdzona na podstawie delecji tego receptora, to uczestniczenie w wydzielaniu zewnętrznym, częściowo też w wydzielaniu gruczołu łojowego.